# Oskar Gripenberg
Oskar Ferdinand Gripenberg (en ruso: Оскар-Фердинанд Казимирович Гриппенберг, Oskar-Ferdinand Kazimirovich Grippenberg; 13 de enero de 1838 - 7 de enero de 1916) fue un general sueco-finés del Segundo Ejército Manchurio ruso durante la guerra ruso-japonesa.

## Biografía
Oskar Ferdinand Gripenberg nació en Ikaalinen (en sueco: Ikalis), Gran Ducado de Finlandia, siendo el hijo de Uddo Sten Casimir Gripenberg y Maria Wilhelmina Elisabeth Ladau. La familia Gripenberg pertenecía a la nobleza del Imperio sueco desde 1678. Su hermano, Carl, era un almirante en la Marina Imperial. Oskar Ferdinand Gripenberg contrajo matrimonio con Ida Angelique Lundh en 1874. Tuvieron cuatro hijos.

### Primeros años de carrera
Gripenberg empezó su carrera militar en 1854 como cadete en las filias del Ejército ruso de Crimea. Su primera experiencia de combate fue en la guerra de Crimea contra británicos y franceses, donde fue nombrado en los despachos por valentía el 2 de noviembre de 1855. Como parte de la fuerza rusa que suprimió el levantamiento polaco en 1863-1864 fue promovido a teniente. Subsiguientemente fue asignado al Distrito Militar de Turkestán, donde fue asignado al mando del batallón de infantería de línea de Oremburgo y fue promovido a mayor en 1866. Después comandó el 5.º Batallón de Turkestán, participando en numerosas batallas en la guerra de Turkestán, incluyendo la conquista del Emirato de Bujara y el asalto a la fortaleza de Ura-Tube. Por estas campañas, recibió la Orden de Santa Ana (3.ª clase con espadas y lazo) y la prestigiosa Orden de San Jorge (4.º grado), y fue promovido a teniente coronel. Esta fue una distinción poco habitual ya que normalmente la condecoración era dada solo a oficiales con al menos el rango de general.
Gripenberg además recibió la Orden de San Estanislao (2.ª clase) y la Espada Dorada de San Jorge con la inscripción "Por Valentía" en 1869. Fue nombrado comandante del 17.º Batallón de Infantería en 1872 y promovido a coronel. En 1877 se convirtió en comandante del 2.º Batallón de Infantería de la elitista Guardia Imperial. Vio combate nuevamente durante la guerra ruso-turca de 1877-1878, donde se le concedió la Orden de San Vladimir (3.º grado con espadas), la Orden de San Estanislao (1.º grado), y la Orden de San Jorge (3.º grado) en 1877, y fue promovido a mayor general el 22 de febrero de 1878.
En 1890 Gripenberg se convirtió en comandante de la prestigiosa Primera División de la Guardia de Moscú y fue promovido a teniente general. Perdió este puesto en 1898 tras criticar las acciones rusas de mano dura en Finlandia. Finalmente fue promovido a general de infantería en 1902, reasignado al mando del 6.º Cuerpo de Ejército ruso en 1900, y en 1904 fue honrado con el título de ayudante de campo de Nicolás II.

### Guerra ruso-japonesa
Gripenberg fue asignado al mando del 2.º Ejército Manchurio ruso durante la guerra ruso-japonesa, llegando a Mukden el 28 de noviembre de 1904. Gripenberg fue extremadamente crítico con las tácticas de guerra de desgaste adoptadas por el comandante en jefe, el General Aleksey Kuropatkin, quien tenía la esperanza de atraer al Ejército Imperial Japonés en las profundidades de Manchuria, donde sus líneas de suministro se extenderían demasiado como parte de una táctica dilatoria hasta que se completara el Ferrocarril Transiberiano y se pudieran traer abrumadores refuerzos rusos. A la llegada a Mukden, Gripenberg repetidamente dijo a sus hombres que cualquiera que se retirara de sus posiciones en la siguiente campaña sería fusilado. Durante la siguiente batalla de Sandepu en enero de 1905, Gripenberg percibió una debilidad en las líneas japonesas y lanzó un asalto por sorpresa que desorganizó el flanco izquierdo del enemigo. Sin embargo, Kuropatkin se negó a enviar tropas en apoyo de la ofensiva, lo que llevó directamente a una derrota rusa. Las relaciones entre los dos oficiales habían sido tensas desde el inicio y Gripenberg pidió ser relevado del mando del 2.º Ejército Manchurio el 29 de enero de 1905, solo un día después del fin de la batalla. El zar Nicolás II permitió a Gripenberg retornar inmediatamente a San Petersburgo, aunque no fue formalmente relevado hasta marzo. Gripenberg no perdió el tiempo en culpar públicamente a Kuropatkin por las derrotas de Rusia, lo que encendió una guerra dialéctica entre los dos hombres en la prensa.

### Final de la carrera
Nicolás II todavía pensaba muy bien de Gripenberg, y el 30 de abril de 1905 lo nombró inspector general de la Infantería y el 28 de junio de 1905 miembro del Consejo de Estado. Como inspector general, desarrolló un nuevo manual de tiro, pero el 23 de marzo de 1906, frustrado por su salud, dimitió del servicio activo, aunque permaneció nominalmente en el Consejo de Estado como general adjunto. Pasó sus últimos días continuando con su campaña contra Kuropatkin en los periódicos, panfletos y libros, culpándolo por la derrota rusa en la batalla de Mukden y por la pérdida de la guerra en general. Murió el 25 de diciembre de 1915 en Petrogrado y fue enterrado en el Cementerio de Tsarskoselsky.

## Honores
- Orden de San Jorge, 4.ª clase, 1867
- Orden de Santa Ana 1.º grado, 1867
- Orden de San Estanislao 2.º grado, 1867
- Espada Dorada por Valentía (1869)
- Medalla Montenegrina (1878)
- Orden de San Jorge, 3.ª clase, 1878
- Orden de San Vladimir, 3.º grado, 1878
- Orden de San Estanislao 1.º grado 1878.
- Orden de la Corona, con estrella (Prusia), 1878
- Orden de Santa Ana, 1.º grado, 1881
- Orden de la Corona de Italia, Cruz de Oficial, 1882 (Italia)
- Orden de San Vladimir, 2.º grado, 1888
- Orden del Águila Blanca, 1896
- Orden de San Alejandro Nevski, 1905